# Lịch treo tường

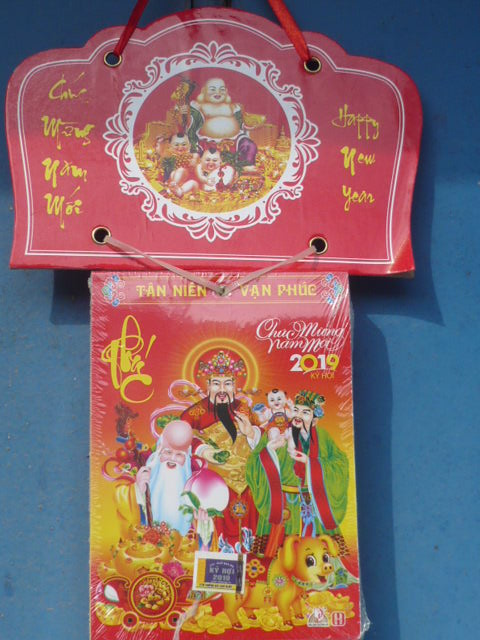
lịch treo tường thông dụng

Lịch treo tường còn gọi là lịch tờ, là một loại ấn phẩm lịch để sử dụng trong văn phòng và trong các gia đình.

## Cấu tạo
Lịch treo tường thường được in trên giấy chất lượng tốt, khổ lớn, có nẹp bằng nhựa hoặc kim loại hoặc vòng khuyên để treo lên tường. Khi chưa treo, lịch treo tường có thể được cuộn lại cho gọn.
Tùy thuộc vào nhà xuất bản, lịch treo tường có số lượng tờ khác nhau, nhưng thông thường mỗi tờ có lịch 2 tháng trong năm, nghĩa là một cuốn lịch treo tường thường có 6 tờ. Một số nhà sản xuất lịch tăng thêm tờ bìa bên ngoài, vì vậy lịch có thể có đến 7 tờ.
Trong mỗi tờ lịch, ngày tháng thường được in bên dưới, bên trên là các hình ảnh. Người ta thường in các ảnh mỗi cuốn lịch theo chủ đề: phong cảnh, thiên nhiên, tranh vẽ, người đẹp, hoa, công trình xây dựng hoành tráng vv...

## Công dụng
Cũng như lịch để bàn, ngoài tác dụng để cung cấp thông tin và giúp người dùng lịch thưởng thức ảnh đẹp, một số doanh nghiệp đặt in lịch và phát tới nhân viên và khách hàng còn nhằm quảng cáo cho thương hiệu công ty mình, trên mỗi tờ lịch có in tên công ty và hình ảnh công ty. Một số cơ quan, văn phòng cũng in ấn phẩm lịch làm quà lưu niệm.
Lịch của các công ty nước ngoài phát hành ở Việt Nam thường chỉ có dương lịch mà không có âm lịch. Lịch do các đơn vị Việt Nam phát hành có bổ sung thêm ngày âm lịch in nhỏ hơn ở bên cạnh ngày dương lịch nhằm đáp ứng nhu cầu so ngày âm của người Việt Nam.

## Phân loại
Lịch treo tường được các nhà xuất bản in ấn, phát hành trên thị trường gồm một số thể loại chính sau:
- Lịch treo tường lò xo loại 5 tờ: gồm 1 tờ chủ đề, 4 tờ in lịch âm dương các tháng, mỗi tờ 3 tháng, được đóng lò xo trên đầu, trên 5 tờ lịch đều có phần trống để in thêm thông tin của công ty như: địa chỉ, điện thoại, email, website.., lịch lò xo 5 tờ thường được thiết kế theo nhiều chủ đề với mẫu mã đa dạng, phong phú.
- Lịch treo tường lò xo 7 tờ có kích thước (36×70) cm hoặc (41×63) cm được in trên chất liệu giấy couche,in bằng công nghệ offset 4 màu, 1 mặt, có khoảng trắng để in thêm thông tin công ty. Lịch được đóng, bế lò xo đục lỗ để treo tường
- Lịch lò xo 52 tuần: bìa treo lịch được in theo công nghệ mới Metalize ván MDF dày 3mm, bế nối 3D, in 4 màu và ép nhũ, bloc 52 tuần gắn với đế lưng bằng 2 ốc vít, có hộp và túi giấy cao cấp đi kèm.
- Lịch treo tường nẹp thiếc 5 tờ hoặc 7 tờ hình thức in ấn tương tự lịch treo tường lò xo,được nẹp thiếc và đục lỗ trên đầu. Được các nhà xuất bản phát hành với số lượng lớn nên giá thành khá rẻ. Bạn có thể dễ đàng tìm được một cuốn lịch treo tường ưng ý vào dịp gần cuối năm tại bất cứ nhà sách hay cửa hàng bán văn phòng phẩm nào ở Việt Nam.